# اریک اوربیو
اریک اوربیو (دانمارکی: Erik Overbye؛ زادهٔ ۶ دسامبر ۱۹۳۴) تهیه‌کننده و کارگردان فیلم اهل دانمارک است.
از فیلم‌هایی که وی در آن‌ها نقش داشته‌است، می‌توان به قصر اشاره نمود.